# Stabilisant
Un stabilisant est un texturant alimentaire qui améliore la stabilité de l'aliment auquel il est ajouté.
Les antioxydants en sont une sous-catégorie.
Les gommes arabique, de caroube, tara et xanthane sont les stabilisants les plus répandus.